# بکس تیلور-کلاوس
بکس تیلور-کلاوس (انگلیسی: Bex Taylor-Klaus؛ زادهٔ ۱۲ اوت ۱۹۹۴) یک هنرپیشه اهل ایالات متحده آمریکا است. وی از سال ۲۰۱۲ میلادی تاکنون مشغول فعالیت بوده‌است.
از فیلم‌ها یا برنامه‌های تلویزیونی که وی در آن نقش داشته‌است می‌توان به کشتار، آی‌زامبی، ارو، گلی، دامپلین و آخرین شکارچی جادوگر اشاره کرد.
او در تویتر خود اعلام کرده:بله شایعات درست هستند، من یک همجنسگرا هستم.